# Оссана, Дайана
Дайана Линн Оссана (англ. Diana Lynn Ossana) — американский сценарист, которая вела сотрудничество над работами над сценариями, телепостановках и романах вместе с автором Ларри Макмёртри, с тех пор как они работали вместе с 1992 года.

## Жизнь и карьера
Оссана впервые прочитала в статье журнала «The New Yorker» рассказ Энни Пру «Горбатая гора» 13 октября 1997 года. Она немедленно убедила своего партнёра Макмёртри прочитать рассказ и спросила, чувствует ли он, что они могут написать сценарий, основанный на произведении. Макмёртри согласился. Они попросили у Пру разрешения написать сценарий. Пру ответила, что не видела потенциального кино по своему рассказу, но она согласилась. Оссана и Макмёртри продолжиил писать сценарий, который они закончили в 1998 году. Сценарий Оссаны и Макмёртри выиграл премию «Оскар» за лучший адаптированный сценарий, также как и «Золотой глобус» за лучший сценарий и премию WGA. Оссана, как продюсер фильма, также выиграла премию «Золотой глобус» за лучшую драму. Фильм был выпущен в США в декабре 2005 года. «Гора» получила широкую похвалу от критиков и выиграла премию «Золотой лев» (Лучший фильм) на Венецианском кинофестивале и премию «Золотой глобус» за лучший фильм — драма.
Оссана родилась в семье итальянского иммигранта и выросла в Сент-Луисе, Миссури. Она поступила в «университет Западного Нью-Мексико» в Порталесе, Нью-Мексико и переехала в Аризону в 1977 году. В настоящее время она проживает в Техасе.

## Награды и номинации

### Оскар
- 2005: Лучший фильм (номинация) — «Горбатая гора»
- 2005: Лучший адаптированный сценарий — «Горбатая гора»

### BAFTA
- 2005: Лучший фильм — «Горбатая гора»
- 2005: Лучший адаптированный сценарий — «Горбатая гора»

### Золотой глобус
- 2005: Лучший адаптированный сценарий — «Горбатая гора»
- 2005: Лучший фильм-драма — «Горбатая гора»

### PGA
- 2005: Лучший фильм — «Горбатая гора»

### WGA
- 2005: Лучший адаптированный сценарий — «Горбатая гора»